# Yoda
Yoda è un personaggio immaginario della serie fantascientifica di Guerre stellari. Un cavaliere Jedi di grande longevità (nella sua apparizione ne L'Impero colpisce ancora ha circa 900 anni), nella trilogia originale è responsabile dell'addestramento di Luke Skywalker. Nella trilogia prequel, ricopre il ruolo di Gran Maestro dell'Ordine Jedi e alto generale dell'armata dei cloni nelle guerre dei cloni. È uno dei pochi Jedi scampati alla morte durante la Guerra Civile Galattica e alla Grande Purga Jedi.
È doppiato da Frank Oz nei film della saga e nella serie Star Wars Rebels, mentre da Tom Kane in The Clone Wars.
Yoda è una figura iconica, oltreché nell'universo di Guerre stellari, anche nella cultura popolare, per il suo ruolo di guida saggia e per il suo tipico linguaggio, caratterizzato dall'inusuale schema sintattico Oggetto Soggetto Verbo.

## Il personaggio
(Yoda a Luke ne L'Impero colpisce ancora)

### Ruolo nella saga
Yoda è il Gran Maestro del Consiglio Jedi e probabilmente il più potente Cavaliere della storia dell'Ordine. Grazie alla sua profonda saggezza ed enorme conoscenza della Forza, aveva, in più di 800 anni di storia dell'Ordine, addestrato tutti i giovani Iniziati Jedi del Tempio, prima che essi venissero affidati ad un Cavaliere o a un Maestro. L'unico Jedi che non seguì questo percorso sotto la sua tutela è stato Anakin Skywalker (che è stato direttamente preso come padawan da Obi-Wan Kenobi). Oltre agli iniziati, Yoda ha avuto due padawan: il conte Dooku (che passò al lato oscuro divenendo l'apprendista di Darth Sidious) e Luke Skywalker, figlio di Anakin, che funse da collegamento tra il vecchio e il nuovo Ordine dei Jedi.

### Personalità e tratti caratteristici
Yoda si era preso il compito di addestrare gli Iniziati Jedi, ovvero i Jedi bambini che imparavano le basi della Forza e del combattimento con la spada laser. Con loro era molto dolce e particolarmente comprensivo. In certi momenti, ai suoi studenti, Yoda poteva apparire come una figura severa, che li metteva alla prova sia mentalmente che fisicamente, mentre in altri casi si mostrava più amichevole. Gli studenti all'inizio non capivano bene i suoi metodi ma con il tempo si abituavano a capire la sua mentalità. Ai suoi pari del Consiglio Jedi, Yoda offriva una guida illuminata, e per questo era conosciuto come un saggio istruttore.
Nonostante Yoda fosse a pieno titolo un'autorità nell'Ordine Jedi, era anche molto umile: infatti, quando l'Ordine fu sterminato, capì i suoi errori e capì di aver sbagliato, riconoscendo invece quanto fossero grandi Qui-Gon Jinn e la sua filosofia della Forza; Yoda, dal defunto Jedi, apprese non solo la via dell'immortalità, ma anche a dare importanza al presente e non preoccuparsi solo del futuro.
Yoda parlava una strana versione del Basic Galattico; usava infatti i verbi dopo l'oggetto e il soggetto, come nella frase: «Quando 900 anni di età avrai, bello non sembrerai». Particolare è il fatto che questo ordine dei costituenti nelle frasi (OSV) è, in linguistica comparata, il più raro in assoluto fra tutte le lingue del mondo. Yoda in tarda età era solito camminare con l'aiuto di un bastone: una delle canne in suo possesso era un dono dei Wookiee. Generalmente masticava un bastoncino di gimer, ricco di nutrienti. Su Dagobah, Yoda portava al collo uno strumento simile a un flauto di Pan donatogli dagli Wookiee del pianeta Kashyyyk di cui era stato grande amico in passato. Durante il suo esilio, Yoda visse da eremita e trascorse le giornate in meditazione, acquisendo una profonda conoscenza della Forza.

### Interpreti e doppiatori
Nella trilogia originale, viene interpretato da un pupazzo simile ai famosi Muppet; a muoverlo e a prestargli la voce viene chiamato il doppiatore e caratterista Frank Oz, che proprio al Muppet Show aveva collaborato per anni. La faccia di Yoda era stata realizzata dall'artista britannico Stuart Freeborn, che si era basato in parte sulla propria faccia e in parte su quella di Albert Einstein. Per alcune scene in cui cammina in L'Impero colpisce ancora, è stato interpretato dagli attori nani Deep Roy e Warwick Davis (anche se nessuno di essi è stato accreditato).
Nella trilogia prequel, con l'eccezione di La minaccia fantasma, il personaggio viene realizzato con la grafica computerizzata, anche se a doppiarlo sarà chiamato sempre Oz: la scelta della CGI fu fatta anche perché in L'attacco dei cloni e La vendetta dei Sith era previsto che Yoda dovesse apparire in pose non sempre possibili usando un normale pupazzo, specie durante le scene di combattimento. In seguito, anche nella versione Blu-Ray in 3D di La minaccia fantasma, il personaggio è stato realizzato in CGI.

## Apparizioni

### Film

#### L'Impero colpisce ancora
Yoda compare per la prima volta quando Luke Skywalker viene indirizzato su Dagobah dallo spirito del suo defunto mentore Obi-Wan Kenobi, affinché il giovane venga addestrato proprio da Yoda. Questi, in un primo momento, non rivela a Luke la propria identità per testarne la pazienza e valutarne le capacità: dopo molte esitazioni dovute all'eccessiva somiglianza con suo padre Anakin Skywalker e alla sua età (ormai, Luke ha 22 anni), viene comunque persuaso dallo stesso giovane e dalla voce di Obi-Wan nell'iniziare l'addestramento nelle vie della Forza. Il maestro dà prova di essere un grande insegnante, riuscendo ad infondere in Luke la maggior parte delle sue conoscenze nel poco tempo utile, facendogli anche visitare una grotta infestata dal Lato Oscuro, in modo che potesse affrontare e superare le sue paure interiori. Tuttavia, prima di finire l'istruzione, Luke decide di lasciare Yoda per confrontarsi con Dart Fener presso Bespin, al fine di salvare i suoi amici Leila Organa (in realtà sua sorella gemella) e Ian Solo. Yoda e lo spirito di Obi-Wan tentano di convincere Luke a non partire, per paura che potesse cedere alla tentazione del Lato Oscuro e di scoprire troppo presto la verità su suo padre. Partendo, il giovane promette di tornare a completare il suo addestramento.

#### Il ritorno dello Jedi
Luke torna dopo circa un anno e trova Yoda in cattiva salute, certamente non in grado di continuare il suo addestramento. Malgrado ciò, Yoda riesce comunque a dare delle utili istruzioni a Luke, come la raccomandazione di non sottovalutare i poteri dell'Imperatore, l'inevitabile scontro che avrà con suo padre Fener e infine l'esistenza di un altro figlio di Anakin, sua sorella Leila. Dopodiché, il grande maestro spira sotto lo sguardo commosso del giovane allievo. Malgrado la sua morte, Yoda riesce comunque a mantenere la propria identità nella Forza, apparendo a Luke (insieme a Obi-Wan e al redento Anakin) come spirito sulla luna boscosa di Endor dopo la morte di Palpatine e la sconfitta dell'Impero.

#### La minaccia fantasma
35 anni prima degli eventi narrati ne L'Impero colpisce ancora, Yoda è il Gran Maestro dell'Ordine e del Consiglio dei Jedi e, a capo di esso, riceve da parte di Qui-Gon Jinn, maestro di Obi-Wan Kenobi, la proposta di addestrare il giovane Anakin Skywalker, sotto la diretta tutela dello stesso Qui-Gon, una volta che Obi-Wan fosse stato promosso a Cavaliere Jedi, con la deduzione che Anakin fosse il Prescelto che un'antica profezia indicava come colui che avrebbe riportato equilibrio nella Forza. Dopo aver esaminato il giovane, Yoda, Mace Windu e gli altri Maestri rifiutano la proposta, credendo che il ragazzo fosse ormai troppo grande e troppo legato a sua madre Shmi per essere addestrato con sicurezza: pertanto, il suo futuro rimane molto incerto. Dopo la morte di Qui-Gon per mano di Darth Maul, il Consiglio ritratta la sua decisione e concede a Obi-Wan la possibilità di prendere Anakin come apprendista (come lui stesso aveva giurato di fare al suo maestro morente). Su tale decisione, Yoda continua ad avere delle perplessità, ma ritiene che forse sarebbe un peccato sprecare l'enorme potenziale nella Forza presente nel giovane.

#### L'attacco dei cloni
Dieci anni dopo, durante un'investigazione, Obi-Wan Kenobi scopre una fabbrica di cloni sul pianeta Kamino. Sebbene si fosse dimostrato preoccupato per il fatto che l'Ordine non si fosse accorto della creazione di quell'esercito (ufficialmente, proprio per conto dei Jedi) e con grandi dubbi su chi avesse potuto manomettere gli archivi del Tempio Jedi per nascondere l'ubicazione del mondo dei clonatori, Yoda si reca su quel pianeta per vedere di persona i cloni, decidendo di usarli a beneficio della Repubblica, dopo il voto del Senato galattico favorevole alla creazione di un esercito. La battaglia di Geonosis fa capire a Yoda che l'armata dei droidi separatisti era controllata dal suo vecchio allievo Dooku, che aveva abbandonato l'Ordine Jedi per diventare un Signore Oscuro dei Sith, creando la Confederazione dei Sistemi Indipendenti. Dopo uno scontro tra lo stesso Dooku e Obi-Wan e Anakin, che vede il Sith prevalere sui due Jedi, Yoda, si vede costretto a intervenire e affrontare l'ex-Padawan: di fronte all'evidente superiorità del suo vecchio maestro, Dooku fa crollare sui feriti Obi-Wan e Anakin una colonna, obbligando Yoda a interrompere il duello e a salvare i due. Anche se la Repubblica vince la battaglia di Geonosis sotto le direttive di Yoda e Mace Windu, il maestro capisce che le guerre dei cloni erano soltanto cominciate e che il potere del Lato Oscuro si fa sempre più forte.

#### La vendetta dei Sith
Nel 19 BBY, il Cancelliere Palpatine propone Anakin come proprio rappresentante presso il Consiglio Jedi: ciò vorrebbe dire accettare la sua promozione a Maestro; tuttavia, il Consiglio si dimostra ancora incerto sull'effettiva maturità del ragazzo a un ruolo così importante e, pur facendo entrare Anakin nel Consiglio, gli negano il rango di Maestro. In quel periodo, essendo in ottimi rapporti con gli Wookiee Yoda si reca con una legione di cloni sul pianeta Kashyyyk, per contrastare l'attacco dei droidi. Durante la ricerca del Signore Oscuro dei Sith, Palpatine (ormai rivelatosi come il misterioso Darth Sidious), il capo supremo dell'Ordine Sith, impartisce l'Ordine 66 ai Clone Trooper, iniziando così lo sterminio dei Jedi. Yoda riesce a fermare due cloni (tra cui il comandante Gree) che gli facevano da scorta con un solo colpo di spada laser e riesce a fuggire anche grazie all'aiuto dei due Wookiee Tarfful e Chewbecca. Successivamente fu contattato dal senatore Bail Organa che lo soccorre. Ritrovatisi a bordo del vascello di Organa, Yoda e Obi-Wan scoprono di essere gli unici membri del Consiglio scampati al massacro. Il senatore di Alderaan li informa quindi che dal Tempio Jedi proviene un segnale rivolto a tutti i Cavalieri Jedi che li avvisava della fine della guerra e impartisce l'ordine di tornare a Coruscant. Comprendendo che si trattava di una trappola, i due maestri decidono di tornare sul pianeta capitale per disattivare il segnale e scoprire qualche informazione in più sui fatti accaduti durante la loro assenza. Osservando le registrazioni interne del Tempio scoprono la conversione di Anakin al Lato Oscuro e che era diventato il nuovo apprendista di Sidious con il nome Dart Fener: in conseguenza di ciò, i due Jedi comprendono di non avere altra scelta se non affrontare i due Sith. Mentre Obi-Wan si reca ad affrontare Fener sul pianeta vulcanico di Mustafar, Yoda dà inizio con Palpatine (nel frattempo, autoproclamatosi Imperatore) al duello che avrebbe deciso il destino della Galassia. Yoda non riesce a sconfiggere il Signore Oscuro, probabilmente a causa del fatto che le morti dei Jedi riecheggiano ancora nella Forza, disturbando la percezione del maestro. A causa di un'esplosione causata dalla difesa di Yoda contro i fulmini di Sidious, i due combattenti vengono divisi. Yoda cade per molti metri verso il fondo della sala, permettendo a Sidious di chiamare le sue guardie. Fuggito dal campo di battaglia, il vecchio Jedi viene nuovamente salvato poi da Bail Organa, che lo porta nella base alderaaniana di Polis Massa. Una volta che Obi-Wan, sconfitto Fener, giunge anch'egli su Polis Massa portando con sé la giovane moglie incinta di Anakin, Padmé Amidala, Yoda capisce che i figli di Fener devono essere nascosti all'Imperatore, dopo che la loro madre muore in seguito al parto: raccomanda pertanto a Kenobi che il piccolo Luke sarebbe dovuto andare dalla sua famiglia, a Tatooine, e la piccola Leila viene adottata da Bail Organa. Prima di recarsi in esilio sul pianeta Dagobah, Yoda viene in contatto con lo spirito di Qui-Gon Jinn, tornato dall'aldilà per poter insegnare al vecchio Jedi un segreto importantissimo: l'immortalità tramite la Forza, che permette a un defunto di mantenere la propria identità anche dopo la morte. In seguito insegna a Obi-Wan a mettersi in contatto con Qui-Gon affinché anche lui possa apprendere il medesimo segreto.

#### Il risveglio della Forza
In Star Wars - Il risveglio della Forza, ambientato 30 anni dopo Il ritorno dello Jedi, la giovane mercante di rottami Rey sente la voce di Yoda in una visione dopo aver toccato la spada laser di Anakin e Luke Skywalker.

#### Gli ultimi Jedi
Trent'anni dopo la sua morte, Yoda ritorna apparendo come una visione della Forza a Luke dicendogli di non giudicare negativamente la giovane Rey e mostrandogli l'importanza del fallimento per divenire un buon guerriero.

#### L'ascesa di Skywalker
La voce di Yoda è presente nel momento in cui Rey chiede aiuto a tutti i jedi del passato per sconfiggere definitivamente l'Imperatore Palpatine.

### Televisione

#### The Clone Wars
Durante le guerre dei cloni, Yoda svolge diverse missioni: si reca in missione diplomatica su Rugosa, luna di Toydaria, nel tentativo di convincere il re Katuunko ad allearsi con la Repubblica offrendo la protezione dei Jedi in cambio del suo appoggio. Tuttavia, incontra Asajj Ventress (apprendista Sith del Conte Dooku) e la sua flotta separatista sulla sua strada intenta ad impedire l'incontro con ogni mezzo. L'obiettivo dei separatisti era quello di minare la fiducia di Katuunko nella Repubblica, dimostrandosi interessati al pianeta. Nonostante l'attacco delle forze separatiste, il maestro Yoda e tre cloni riescono a salvarsi tramite un guscio di salvataggio atterrato su Rugosa. Qui una divisione di droidi comandati da Ventress, è pronta ad impedire a Yoda di incontrare Katuunko: il maestro Jedi, riesce a distruggere un gran numero di unità droide, anche grazie all'aiuto dei tre cloni, da lui rassicurati. Arriva appena in tempo per salvare il re Katuunko da Asajj Ventress, che aveva ricevuto da Dooku l'ordine di ucciderlo. Yoda riesce immediatamente a privarla delle spade laser, tuttavia la giovane Sith, riesce a sfuggire, coprendo la sua fuga facendo crollare delle rocce sugli avversari. Grato per il salvataggio, re Katuunko offre la sua fedeltà alla Repubblica. Nel 20 BBY, quando Plo Koon trovò su una luna desolata di Oba Diah i resti dello shuttle 775519 appartenuto al maestro Sifo-Dyas e la sua spada laser, Yoda andò a chiedere spiegazioni al Cancelliere Palpatine circa la missione assegnata a Sifo-Dyas un decennio prima e questi gli consigliò di recarsi dal suo predecessore, Finis Valorum: questi riferì a Yoda che Sifo-Dyas era stato inviato su Oba Diah per trattare col sindacato Pyke e, poiché il senato volle tenere segreta questa trattativa tra la Repubblica e il mondo criminale, Sifo-Dyas non informò il Consiglio Jedi. Yoda chiese ulteriori spiegazioni ma Valorum aveva ricordi confusi al riguardo, riferendogli unicamente che con Sifo-Dyas aveva mandato anche il suo assistente Silman. Yoda compie poi un viaggio spirituale su Moraband, dove affronta prima in visione Darth Bane e, successivamente, anche Darth Sidious: Yoda ebbe appunto una visione in cui, insieme ad Anakin e ad un gruppo di cloni, si recava presso la sede segreta di Sidious e Dooku. I quattro duellano e Skywalker uccide Dooku (in modo analogo a come effettivamente lo ucciderà nel terzo episodio), mentre Sidious e Yoda duellano su un'impalcatura in procinto di crollare; sopraggiunto Skywalker, Yoda riesce a salvarlo dai Fulmini di Forza di Sidious, cadendo però nel baratro e risvegliandosi poco dopo, rendendosi conto che tutto ciò che aveva visto era stata solo una visione, nonostante tutto ciò fosse stato un tentativo dello stesso Sidious di far cedere il vecchio Maestro Jedi tramite un antico rituale Sith.

#### Rebels
Durante il suo esilio su Dagobah, Yoda aiuta (sotto forma di voce di Forza pur non essendo morto) Ezra Bridger a trovare il cristallo kyber per la sua spada laser mentre si trovava sul tempio perduto di Lothal assieme al suo maestro, Kanan Jarrus (che era stato allievo dello stesso Yoda). Successivamente apparirà tramite visione di Forza ad Ezra, nuovamente giunto al Tempio di Lothal con Kanan e Ahsoka Tano, in cui gli dice di recarsi sul pianeta Malachor.

#### Tales of the Jedi
Ha una breve apparizione nella serie animata di sei episodi e compare rispettivamente durante il funerale della maestra Jedi Katri nel terzo episodio. Per poi comparire nella quinta puntata dove assiste all’addestramento di Ahsoka nel tempio Jedi durante le guerre dei cloni per poi stare accanto ad Obi-Wan nel contemplare come interagisce Anakin con la sua padawan.

## Poteri e abilità
Yoda raggiunse una maestria leggendaria nell'uso di tutte le forme di combattimento con spada laser, anche se la forma IV, Ataru, era la sua preferita per superare le sue limitazioni in altezza. Era uno spadaccino eccezionale, dotato di grande velocità e destrezza. A causa delle sue dimensioni si era costruito una spada laser di colore verde dalle dimensioni molto ridotte, simile a quelle che venivano impiegate per addestrare gli iniziati Jedi.
Era un abilissimo diplomatico, preferendo sempre la parola prima di iniziare un eventuale combattimento.
Impiegava molte tecniche del lato chiaro: poteva confondere le persone usando il trucco mentale, riusciva a dissipare l'energia e a deflettere i fulmini di Forza (con la cinetite, la sfera azzurra), era capace di usare la telecinesi per sollevare grandi oggetti, poteva scagliare contro gli avversari potenti onde di Forza che li scaraventavano a grandi distanze, poteva anche stordire più avversari o far perdere loro conoscenza (come contro le guardie dell'Imperatore, poco prima di affrontare Darth Sidious), usando un campo di stasi.
Aveva anche un talento nel percepire gli eventi del futuro ed era diventato insensibile alla presenza del lato oscuro.
Yoda era capace di usare la Meditazione da Battaglia per sollevare il morale dei propri alleati e per diminuire la forza di volontà del nemico. Poteva eliminare le manifestazioni del Lato Oscuro usando la tecnica della Luce di Forza e poteva percepire la morte di singole persone ed identificarle. Queste abilità, in particolare, dimostravano una sua maggiore conoscenza della Forza rispetto a qualsiasi altro Maestro Jedi o Signore dei Sith.
Nell'episodio 8 ne L'ultimo jedi, Yoda si mostra a Luke come spirito della forza, e lo vediamo controllare un fulmine con l'intento di incendiare l'albero jedi.

## Nella cultura di massa
- Il regista Mel Brooks fece una parodia di Yoda nel suo film del 1987, Balle spaziali. Brooks interpretò un piccolo alieno di nome Yogurt specializzato nel manipolare un'energia magica conosciuta come Schwartz (Sforzo).
- Il cantante "Weird Al" Yankovic ha pubblicato il singolo Yoda, parodia della canzone Lola dei The Kinks, che descrive l'addestramento di Luke Skywalker da parte di Yoda.
- Yoda è anche parodiato dai Simpson nell'episodio Fatti e Assuefatti, dove un personaggio dalla carnagione lilla uguale a Yoda appare nella serie Guerre Cosmiche di Randall Curtis (chiara parodia di Guerre Stellari e del suo creatore George Lucas).[10]
- Yoda appare anche nella serie animata I Griffin nell'episodio Something, Something, Something, Dark Side.
- Il personaggio Grogu, comparso per la prima volta nella serie tv The Mandalorian, è uno dei pochi personaggi dell'universo di Star Wars ad appartenere alla stessa razza di Yoda. Grazie quindi alla somiglianza nonché al fatto che tale razza non sia mai stata classificata, il giovane Grogu è divenuto celebre al grande pubblico con il soprannome di "Baby Yoda".